# Renato Brunetta
Renato Brunetta (Venezia, 26 maggio 1950) è un politico ed economista italiano.
Già membro di Forza Italia, è stato eurodeputato dal 1999 al 2008, quindi deputato dal 2008 al 2022. Nella XVI legislatura è stato ministro per la pubblica amministrazione e l'innovazione nel governo Berlusconi IV (2008-2011), ruolo che ha ricoperto nuovamente nel governo Draghi (2021-2022).
Dissentendo dalle decisioni assunte da Forza Italia nel luglio 2022 nel corso della crisi del governo Draghi, ha deciso di abbandonare il partito e non ricandidarsi alle elezioni politiche del 25 settembre.
Dal 20 aprile 2023 è presidente del Consiglio nazionale dell'economia e del lavoro.

## Biografia

### Origini e formazione
Figlio di un venditore ambulante e ultimo di tre fratelli, Renato Brunetta è cresciuto a Venezia. Egli afferma che da ragazzino coltivò di propria iniziativa studi classici con eccellenti risultati, nonostante un distacco sociale paresse differenziarlo dai compagni del Liceo Foscarini:

### Carriera accademica
Si laurea in Scienze politiche, indirizzo economico, presso l'Università degli Studi di Padova il 2 luglio 1973. Inizia la sua carriera accademica presso lo stesso ateneo ricoprendo vari incarichi: dal 1973 al 1974 è assistente universitario alle esercitazioni nei corsi di Teoria e politica dello sviluppo (Facoltà di Scienze Politiche) e di Economia applicata (Facoltà di Statistica). Nell'anno accademico 1977-78 è professore incaricato dell'insegnamento di Economia e politica del lavoro (Facoltà di Scienze Politiche).
Nel 1982 accede, non con un concorso, ma tramite il giudizio di idoneità previsto dall'art. 50 del DPR 382/1980 per i precari dell'università dotati di specifici requisiti, al ruolo di professore associato, presentando tre pubblicazioni. Dal 1982 al 1990 è professore associato di Fondamenti di Economia presso il Dipartimento di Analisi Economica e Sociale del Territorio (corso di Laurea di Urbanistica) dell'Istituto Universitario di Architettura di Venezia.
Dal 1991 al 1999 è professore associato di Economia del Lavoro (Facoltà di Economia e Commercio) presso Tor Vergata, dove ha ricoperto il ruolo di professore ordinario di Economia Politica (in aspettativa) fino al 2009.

### Attività giornalistica
Dal 1976 è iscritto come giornalista pubblicista all'Ordine dei Giornalisti del Veneto. Editorialista de Il Sole 24 Ore e il Giornale, è autore di pubblicazioni in materia di economia del lavoro e relazioni industriali.
Fondatore e direttore della rivista Labour - Reviews of labour economics and industrial relations, edita da Blackwell Publishing Ltd per il Centre for Economic and International Studies (CEIS) dell'Università degli studi di Roma Tor Vergata e la Fondazione Giacomo Brodolini di Roma. Ha curato insieme a Vittorio Feltri la collana Manuali di Conversazione Politica edita da Libero e Free Foundation. È curatore della collana Manuali di Politica Tascabile edita da il Giornale e Free Foundation.
Nel giugno 2020 ha accettato l'offerta dell'editore Alfredo Romeo di collaborazione al rifondato periodico Il Riformista diretto da Piero Sansonetti. Per il quotidiano ha curato alcuni editoriali. È divenuto inoltre direttore del settimanale dedicato all'economia, Il Riformista Economia fondato il 21 settembre 2020, il cui comitato di direzione scientifica è composto da personalità del mondo accademico come Sabino Cassese, Pier Carlo Padoan, Giovanni Tria e Marco Bentivogli. Ha abbandonato la direzione del settimanale con il numero di lunedì 12 ottobre 2020.

## Carriera politica

### Consulente economico per il PSI negli anni '80

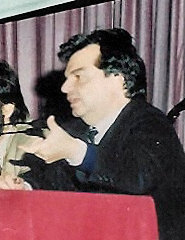
Renato Brunetta nel 1983

Di formazione socialista, Brunetta collabora in qualità di consigliere economico con i governi Craxi I, Craxi II, Amato I e Ciampi.
A 35 anni è coordinatore della commissione sul lavoro voluta dall'allora ministro Gianni De Michelis; nel 1993, durante Mani Pulite, firma la proposta di rinnovamento del Partito Socialista Italiano di Gino Giugni.
Dal 1983 vive ininterrottamente sotto scorta a causa del contenuto delle consulenze da lui prestate al Ministero del Lavoro, che gli hanno valso l'interessamento da parte delle Brigate Rosse.
Dal 1985 al 1989 ricopre la carica di vicepresidente del Comitato manodopera e affari sociali dell'OCSE (Parigi). Dal 1983 al 1987 è responsabile, presso il Ministero del Lavoro, di tutte le strategie per l'occupazione e la politica dei redditi. Nel 1989 contribuisce alla fondazione dell'associazione EALE (European Association of Labour Economist), diventandone il primo presidente (1989–1993).

### Eurodeputato per Forza Italia
Nel 1999 entra a far parte dello schieramento di Forza Italia in qualità di deputato al Parlamento europeo. È stato iscritto al gruppo europeo PPE-DE, dove ha ricoperto l'incarico di vicepresidente della commissione per l'industria, la ricerca e l'energia, ed è stato membro di varie delegazioni parlamentari: delegazione alla commissione parlamentare mista UE-Croazia; delegazione parlamentare mista UE-Turchia; delegazione per le relazioni con la Repubblica Popolare Cinese.
Rieletto al Parlamento Europeo nel 2004, ha concluso il mandato nell'aprile 2008. Nella statistiche delle presenze al Parlamento Europeo risulta essere stato presente al 62,88% delle sedute.
Nel 2000 è candidato a sindaco di Venezia per il Polo per le Libertà, venendo sconfitto dal candidato del centro-sinistra Paolo Costa. Parte con un 39% di vantaggio rispetto al 37,7% di Costa (e il 16,3 di Gianfranco Bettin sostenuto dalla sinistra radicale) che viene ribaltato al ballottaggio: 56% Costa, 44% Brunetta.
Il 21 novembre 2005 è eletto consigliere comunale a Bolzano, incarico dal quale si dimette dopo circa un mese.
Dal 2007 fino al novembre del 2008 è vicecoordinatore nazionale di Forza Italia e responsabile del settore programma. Dal 29 marzo 2009 – data del primo congresso nazionale – entra a far parte dei componenti della direzione nazionale del Popolo della Libertà.

### Ministro per la pubblica amministrazione
Per le elezioni amministrative di marzo 2010 è nuovamente candidato sindaco di Venezia per Il Popolo della Libertà, ma viene nuovamente sconfitto al primo turno dal candidato del centrosinistra Giorgio Orsoni, che ottiene il 51,1% delle preferenze, distaccandolo di 8,5 punti percentuali. Brunetta ottiene infatti il 42,6% dei voti ed accusa la Lega Nord di non aver sostenuto a fondo la sua candidatura.
Nel 2008, viene nominato Ministro per la pubblica amministrazione e l'innovazione nel quarto governo Berlusconi. Nell'aprile 2009 Brunetta elabora una prima bozza del decreto di attuazione della legge, che qualifica la futura Commissione indipendente per la valutazione, la trasparenza e l'integrità delle amministrazioni pubbliche come autorità indipendente, dotato di potere di auto-organizzazione e piena autonomia finanziaria, garantendogli così l'indipendenza e l'autorevolezza necessaria per fare da arbitro tra PA e cittadini ed assicurare la trasparenza: si trattava di una proposta dell'opposizione, fatta propria dal ministro Brunetta, e scritta in collaborazione col giuslavorista e deputato PD Pietro Ichino.
Di fronte a tali modifiche Pietro Ichino, già co-estensore del decreto, ha suggerito di resuscitare il comitato tecnico-consultivo della presidenza del Consiglio, e ha richiesto a Brunetta spiegazioni circa il suo impegno a dimettersi. La norma infine venne emanata col decreto legislativo 27 ottobre 2009, n. 150, che riformò il sistema dei controlli interni e istituì un ciclo di valutazione del personale nella pubblica amministrazione italiana.
In particolare ha dichiarato, a proposito degli obiettivi che intendeva realizzare «Voglio più servizi, non meno. Non voglio avere questi servizi con meno budget e meno persone, voglio che, con lo stesso budget e con le stesse persone, si aumenti la produttività del 50 per cento. E cioè più scuole, più università, più salute, più cultura.».

### Il ritorno a Forza Italia nel 2014
Capogruppo alla Camera per Il Popolo della Libertà nella XVII legislatura, dopo aver aderito alla nuova Forza Italia, il 24 marzo 2014 diventa membro del Comitato di Presidenza del partito.
Il 4 febbraio 2015, in seguito all'elezione di Sergio Mattarella a presidente della Repubblica e ai dissidi interni al partito, rassegna le sue dimissioni da capogruppo insieme all'omologo Paolo Romani del Senato ma il leader Silvio Berlusconi le respinge.
Alle politiche del 2018 è il candidato della coalizione alla Camera nel collegio uninominale di San Donà di Piave oltre ad essere capolista nel proporzionale; verrà eletto nell’uninominale raccogliendo il 49,10%, il doppio rispetto all’avversario del Movimento 5 Stelle. Il 12 maggio 2020 Berlusconi nomina un nuovo coordinamento di 14 persone tra le quali c’è anche Brunetta. Nell'agosto 2020, a poche settimane dal referendum costituzionale sul taglio del numero di parlamentari legato alla riforma avviata dal governo Conte I guidato dalla Lega assieme al Movimento 5 Stelle e concluso dal governo Conte II guidato dalla coalizione tra M5S e Partito Democratico Brunetta in un'intervista a La Repubblica annuncia il suo voto contrario, in dissidenza con la linea ufficiale del suo partito, schierato inizialmente per il "Sì" dai vertici del gruppo parlamentare, prima che il leader Silvio Berlusconi si posizionasse in una posizione intermedia concedendo libertà di voto.

### Ritorno alla pubblica amministrazione e addio a Forza Italia e al Parlamento
Il 12 febbraio 2021 viene nominato Ministro per la pubblica amministrazione del Governo Draghi. Giura il giorno successivo, il 13 febbraio 2021.
Il 10 marzo a Palazzo Chigi viene firmato il Patto per l’innovazione del lavoro pubblico e la coesione sociale. Tale accordo sottoscritto dal ministro, dal Presidente Draghi e dai Segretari Generali di CGIL, CISL e UIL è volto all'azione di rilancio del Paese tramite una complessiva opera di modernizzazione del “sistema Italia”. In tal senso si afferma che ogni pubblico dipendente dovrà essere titolare di un diritto/dovere soggettivo alla formazione continua.
Il 21 luglio 2022, dopo che Mario Draghi ha presentato le dimissioni al Presidente della Repubblica Italiana, comunica che lascerà Forza Italia in polemica con la decisione dei senatori forzisti di non partecipare al voto di fiducia a sostegno del governo. Ha detto: "Non sono io che lascio ma il partito che ha rinnegato la sua storia". Lo stesso giorno si iscrive al Gruppo misto e il 13 agosto annuncia che non si ricandiderà.

### Presidente del CNEL
Il 20 aprile 2023 viene nominato dal Governo Meloni presidente del Consiglio nazionale dell'economia e del lavoro.

## Controversie

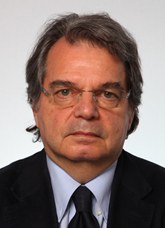
Renato Brunetta nel 2013

- Nel 2008 si è espresso duramente contro i "fannulloni" della pubblica amministrazione italiana, minacciandone il licenziamento.[41] Successivamente, il ministro ha annunciato la seconda fase della riforma, volta a premiare i "casi di eccellenza".[42]
- Il 18 giugno 2008, nel corso di una puntata di Matrix, sollecitato da Enrico Mentana a parlare di qualche suo errore, dichiara: «Volevo vincere il Premio Nobel per l'Economia. Ero anche bravo, ero... non dico lì lì per farlo, però ero nella giusta... ha prevalso il mio amore per la politica, ed il Premio Nobel non lo vincerò più anche se ho buone possibilità di diventare presidente della repubblica».[43] Incalzato sull'argomento dal settimanale L'Espresso,[5][6][44] Brunetta risponde con un articolo a firma di Ricardo Franco Levi, pubblicato sul Corriere della Sera una decina di anni prima, che trattava dei "futuri Keynes" (quest'ultimo articolo è attualmente non disponibile su internet: sorgente assente)
- Nell'agosto 2008 il sito del Dipartimento per la Pubblica Amministrazione divulga 11 vignette satiriche pubblicate dai giornali, tra cui Il Foglio e Quaderni Padani, con una connotazione positiva del Ministro e negativa dei dipendenti statali, suscitando polemiche per l'utilizzo propagandistico di un sito istituzionale. Brunetta ribatte che il sito «ne ha pubblicate anche di sgradevoli [verso il Ministro] e lo faremo ancora in futuro, quando arriveranno, senza alcun filtro o censura».[45]
- Nel febbraio 2009 il settimanale L'Espresso rivela che il libro "Microeconomia del Lavoro", di cui Brunetta è coautore, è ampiamente basato sul più noto testo americano del 1980 Labor Economics[46](prima edizione del 1970, edito da Prentice-Hall, Inc.) di Belton M. Fleisher e Thomas J. Kniesner, non citato nel testo italiano.[47]
- Il 2 aprile 2009 è entrato in polemica con la collega Mara Carfagna per aver dichiarato che «Il lavoro pubblico è stato usato per tanto tempo come un ammortizzatore sociale, soprattutto da parte delle donne che uscivano a fare la spesa in orario di lavoro».[48]
- Il 27 maggio 2009 una sua dichiarazione sui poliziotti («Bisogna mandare i poliziotti per le strade. Ma non è facile farlo: non si può mandare in strada il poliziotto panzone che non ha fatto altro che il passacarte, perché in strada se lo mangiano») scatena polemiche da parte dei sindacati di polizia. Il ministro poi chiarisce: «Nessuna volontà di offendere nessuno, solo una constatazione scherzosa per dire che chi per tanti anni ha fatto il burocrate dietro una scrivania, è difficile faccia il poliziotto alla Starsky e Hutch per la strada».[49]
- Nella stessa occasione propone lo scioglimento dell'antimafia: «La mafia dev'essere affrontata in modo laico e non ideologico. Se della mafia facciamo un simbolo ideologico, con la sua cultura, la sua storia e così via, rischiamo di farne un'ideologia e come tale, alla fine, produce professionisti di quella ideologia proprio nei termini in cui ne parlava Sciascia, professionisti dell'antimafia».[49]
- L'11 settembre 2009, a Gubbio, nel suo intervento alla scuola di formazione del Popolo della Libertà, ha rivolto accuse al mondo del cinema, "riesumando" il termine Culturame. Al ministro ha replicato Citto Maselli, con queste parole: «Non è un caso che Brunetta usi la parola 'culturame' che è stata la bandiera di Mario Scelba negli anni delle peggiori repressioni nei confronti delle culture e della vita democratica del nostro Paese. Il tono, l'arroganza e il semplicismo di Brunetta parlano da soli».[50]
- Il 15 settembre 2009, per rispondere ad un articolo del settimanale L'Espresso critico nei confronti dei risultati della battaglia contro i "fannulloni",[51] Brunetta utilizza la prima pagina del sito istituzionale del Ministero, titolando a caratteri rossi Il bluff de L'Espresso. L'iniziativa, difesa dal suo portavoce Vittorio Pezzuto come una «difesa dell'operato non della persona Renato Brunetta ma del Ministro Brunetta e di tutti gli uffici di Palazzo Vidoni», raccoglie molteplici critiche per utilizzo privato di un sito istituzionale.[52]
- Il 19 settembre 2009, al convegno del Pdl veneto a Cortina d'Ampezzo, afferma che «Ci sono élite irresponsabili che stanno preparando un vero e proprio colpo di Stato» e mette in contrapposizione «i compagni della sinistra per bene» e quella che definisce «la sinistra per male» o «di merda» alla quale augura «vada a morire ammazzata».[53][54] Successivamente, chiarisce quanto detto e dichiara di non pentirsi di quanto affermato pubblicamente.[55][56]
- Il 28 settembre 2009, durante un dibattito in occasione della presentazione del libro di Stefano Livadiotti «Magistrati - l'ultracasta», Brunetta definisce «mostro» il Consiglio Superiore della Magistratura, in riferimento al fatto che gli equilibri all'interno di esso vengano pesantemente condizionati dalle correnti dell'Associazione Nazionale Magistrati, dichiarando altresì che i magistrati «forse si sono montati un po' la testa», e lamentando gravi carenze organizzative all'interno degli uffici.[57] In risposta al ministro, l'ANM diffonde l'indomani un duro comunicato,[58] nel quale si fa tra l'altro presente che i tagli operati dall'esecutivo di cui fa parte Brunetta, su suggerimento del dicastero di cui egli stesso è titolare, non hanno fatto altro che peggiorare una situazione già precaria in partenza.
- L'11 settembre 2010, in una intervista a il Giornale afferma che «Se non avessimo la Calabria, la conurbazione Napoli-Caserta, o meglio se queste zone avessero gli stessi standard del resto del Paese, l'Italia sarebbe il primo Paese in Europa».[59]
- Il 14 giugno 2011, al termine di una conferenza sull'innovazione nella pubblica amministrazione, una lavoratrice della Rete Precari, chiede di porre una domanda e viene invitata ad avvicinarsi dallo stesso Brunetta, ma quest'ultimo, una volta che la donna si presenta come appartenente alla rete dei precari della pubblica amministrazione, si rifiuta di ascoltarla allontanandosi velocemente dall'aula, dicendo "questa è la peggiore Italia". A seguito delle polemiche nate da questa affermazione il ministro chiarisce affermando di essersi riferito a chi tende agguati mediatici sfruttando la categoria dei precari, e non alla categoria stessa dei precari.[60][61][62]
- Il 18 dicembre 2013, su il Mattinale (rivista dei deputati di Forza Italia), compare una dura critica alla legge di stabilità che, a detta di Brunetta, conterrebbe alcune «norme-marchetta». Tra queste il deputato di Forza Italia cita una disposizione che mette a disposizione 900 000 € per il Memoriale della Shoah a Milano. Dopo le proteste e le critiche del PD e dell'Unione delle comunità ebraiche italiane, Brunetta ha affermato in serata: «Riconosciamo lealmente l'errore e ce ne scusiamo».[63][64]
- Il 4 agosto 2021 ha nominato suo consulente, quale ministro della Pubblica Amministrazione, il giornalista Renato Farina. La decisione ha suscitato alcune polemiche sui media a causa dei precedenti giudiziari che hanno coinvolto in passato il giornalista.[65] In seguito a queste polemiche dopo tre giorni dalla nomina, il 7 agosto 2021, Renato Farina si è dimesso dall'incarico.[66]
- Il 26 luglio 2023 il quotidiano la Repubblica rende noto che Brunetta è indagato dalla Procura della Repubblica di Roma per i reati di falso e finanziamento illecito, in un'inchiesta riguardante la vendita di alcune quote societarie ad un suo collaboratore.[67]

## Causa all'Espresso
Nel 2013, Brunetta aveva chiesto un risarcimento di 7,5 milioni di euro di danni al settimanale l'Espresso per presunta diffamazione. Il Tribunale civile di Roma ha però rigettato la richiesta e ha ingiunto a Brunetta di pagare 30 000 euro di spese processuali.

## Vita privata
L'11 luglio 2011 si è sposato a Ravello, in Provincia di Salerno, dopo una lunga convivenza, con Tommasa "Titta" Giovannoni, la quale aveva avuto due figli da un precedente marito e da cui ha divorziato.
Nel 2008, durante un'intervista, afferma di non essere credente.

## Riconoscimenti
- 1988 - Premio Saint Vincent - Giornalismo[74]
- 1992 - Premio Ezio Tarantelli - Migliore opera di economia del lavoro[75]
- 1994 - Premio Scanno - Migliore opera di relazioni industriali[76]
- 2002 - Premio internazionale Rodolfo Valentino - Economia, finanza e comunicazione[77]
- 2021 - Premio Italia Informa - Personaggio dell’anno[78]
- 2022 - Premio Farnèse d’Or - Sezione “Politica”[79][80]
- 2022 -  Premio Cavour - Personalità che si è particolarmente distinta nel campo della politica[81]

## Selezioni di opere

### Produzione scientifica
Sul database ISI Web of Knowledge, Renato Brunetta risulta avere 19 pubblicazioni dal gennaio 1986 al gennaio 2022, delle quali 5 classificate come «Conference Information». Il suo indice H risulta essere 3. L'unica pubblicazione con revisione paritaria di Renato Brunetta riportata da ISI web of Science è:
- Renato Brunetta, Leonello Tronti, Structural-changes in public-employment - from implicit contracts to collective-bargaining reform, in Review of Economic Conditions in Italy, vol. 1, 1993,  pp. 119-154.

### Produzione a carattere economico, politico, giornalistico e divulgativo
Al marzo del 2010, secondo Google Scholar, risultano 52 lavori pubblicati da Renato Brunetta. All'aprile 2009, risultavano 79 i lavori pubblicati da Renato Brunetta elencati dal database EconLit. Se ne riportano alcuni:

#### Volumi
- Renato Brunetta, Sud. Alcune idee perché il Mezzogiorno non resti com'è, Roma, Donzelli, 1980. ISBN 978-88-7989-184-4
- Renato Brunetta, Spesa pubblica e conflitto, Bologna, Il Mulino, 1987. ISBN 978-88-15-01477-1
- Renato Brunetta e Alessandra Venturini, "Microeconomia del lavoro. Teorie e analisi empiriche", Venezia, Marsilio, 1987. ISBN 978-88-317-4943-5
- Renato Brunetta, Renzo Turatto, Disoccupazione, isteresi e irreversibilità. Per una nuova interpretazione del mercato del lavoro, Milano, ETASLIBRI, 1992. ISBN 978-88-453-0539-9
- Renato Brunetta, La fine della società dei salariati, Venezia, Marsilio Editori, 1994. ISBN 978-88-317-6126-0
- Renato Brunetta, Il coraggio e la paura. Scritti di economia e di politica 1999-2003, Milano, Sperling & Kupfer, 2003. ISBN 9788820036058
- Renato Brunetta, Giuliano Cazzola, Riformare il welfare è possibile, Roma, Ideazione, 2003. ISBN 978-88-88800-00-4
- Renato Brunetta, Rivoluzione in corso, Milano, Mondadori, 2009. ISBN 978-88-04-58733-0
- Renato Brunetta, Sud: un sogno possibile, Roma, Donzelli, 2009. ISBN 978-88-6036-445-6
- Renato Brunetta, Berlusconi deve cadere - Cronaca di un complotto, Milano, il Giornale Free foundation, 2014. ISBN 9778021023452

#### Opere curate
- Renato Brunetta, Carlo Dell'Aringa (a cura di) Labour Relations and Economic Performance, London, Macmillan, 1990. ISBN non esistente
- Renato Brunetta (a cura di) Economics for the New Europe, London, Macmillan, 1991. ISBN non esistente
- Renato Brunetta, Leonello Tronti (a cura di) Welfare State e redistribuzione, Milano, Franco Angeli, 1991. ISBN 978-88-204-6548-3
- Renato Brunetta (a cura di) Il mercato del lavoro. Regolazione e deregolazione: il capitale umano; la destrutturazione del mercato, Torino, Giappichelli Editore, 1992. ISBN 88-204-8762-4
- Vittorio Feltri e Renato Brunetta (a cura di), Veltroni Walter. Vita, miracoli & canzonette di un perdente di successo, Milano, Libero / Free Foundation, 2007, SBN UBO3287548.

#### Articoli e saggi
- Renato Brunetta et al., Tasso di partecipazione, mercato del lavoro, sviluppo dualistico, in Augusto Graziani (a cura di) Crisi e ristrutturazione nell'economia italiana, Torino, Einaudi, 1975, pp. 407–417. ISBN 978-88-06-42309-4
- Renato Brunetta, Marginalità e precarietà nel mercato del lavoro italiano, in: Giovanni Sarpellon, (a cura di) La povertà in Italia, Milano, FrancoAngeli, 1979, pp. 211–306. ISBN 978-88-204-7191-0
- Renato Brunetta et al., For a New Incomes Policy. Growth, Prices and Wages in the Italian Model, in Tiziano Treu (a cura di) Participation in Public Policy-Making, Berlin-New York, Walter de Gruyter, 1992, pp. 197–219. ISBN non esistente
- Renato Brunetta, Salari e stipendi in AA. VV., Enciclopedia delle Scienze sociali, Roma, Istituto della Enciclopedia italiana Giovanni Treccani, 1997, vol. 7, pp. 559–571. ISBN non esistente
- Energia Nucleare? Sì, per favore..., di Franco Battaglia. Presentazione di Renato Brunetta e Antonino Zichichi. Ed. 21mo secolo, ISBN 978-88-87731-45-3